# Cangrejo de río
Los cangrejos de río son crustáceos decápodos de agua dulce pertenecientes a las superfamilias Astacoidea y Parastacoidea (dos de las cinco superfamilias de la infraorden de los astacídeos). Respiran mediante branquias parecidas a plumas y se encuentran en masas de agua que no se congelan hasta el fondo, abundando en arroyos y ríos donde pueden guarecerse de los depredadores. Se alimentan de animales y plantas vivas y muertas.
El estudio de los cangrejos de río se denomina astacología.

## Morfología
Los cangrejos de río presentan una morfología externa más alargada que el resto de los cangrejos, lo que los hace similares a pequeños bogavantes.
Como en los demás crustáceos decápodos, el cuerpo está formado por 19 segmentos corporales agrupados en dos partes principales, el cefalotórax y el abdomen. Cada segmento puede poseer un par de apéndices, aunque en varios grupos pueden estar reducidos o eliminados. De media, el cangrejo de río crece hasta unos 17,5 cm de longitud.
Los cangrejos de río, al igual que el resto de los artrópodos, mudan el exoesqueleto y si se encuentran en latitudes como las mediterráneas hibernan durante unos meses.

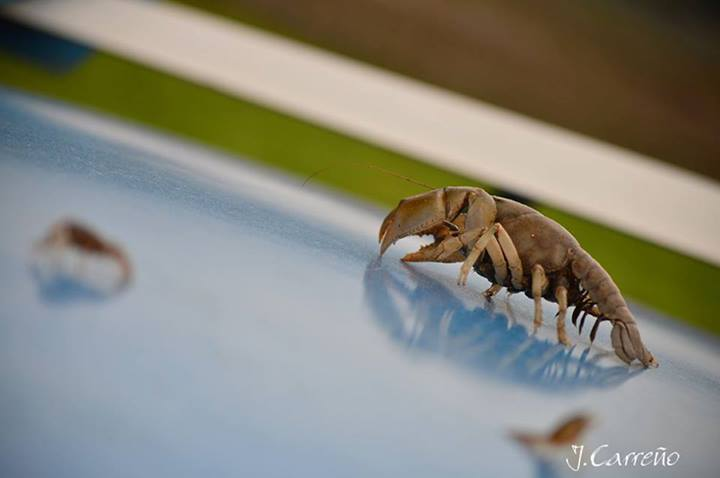
Camarón de tierra chileno Parastacus pugnax.

## Biología
Viven en las aguas dulces de todos los continentes, con tal de que no lleguen a helarse hasta cerca del fondo durante el invierno. Huyen de las corrientes rápidas y son animales de costumbres nocturnas. La presencia de cangrejos es un buen indicador de la calidad de las aguas aun cuando no son demasiado exigentes en este aspecto.
Se alimentan de cualquier materia orgánica, incluso carroña. Tienen muchos depredadores a lo largo de su vida: insectos, peces, pájaros y mamíferos, como por ejemplo la nutria.
La cópula va precedida de una lucha, a veces con heridas mortales, entre el macho, que tiene pinzas, y la hembra. Cuando el macho consigue tumbar a la hembra, expulsa el semen por la base de las falsas patas (pleópodos) del abdomen. En el cangrejo de río ibérico la fecundación de los huevos ocurre un mes tras la cópula.

## Clasificación y distribución

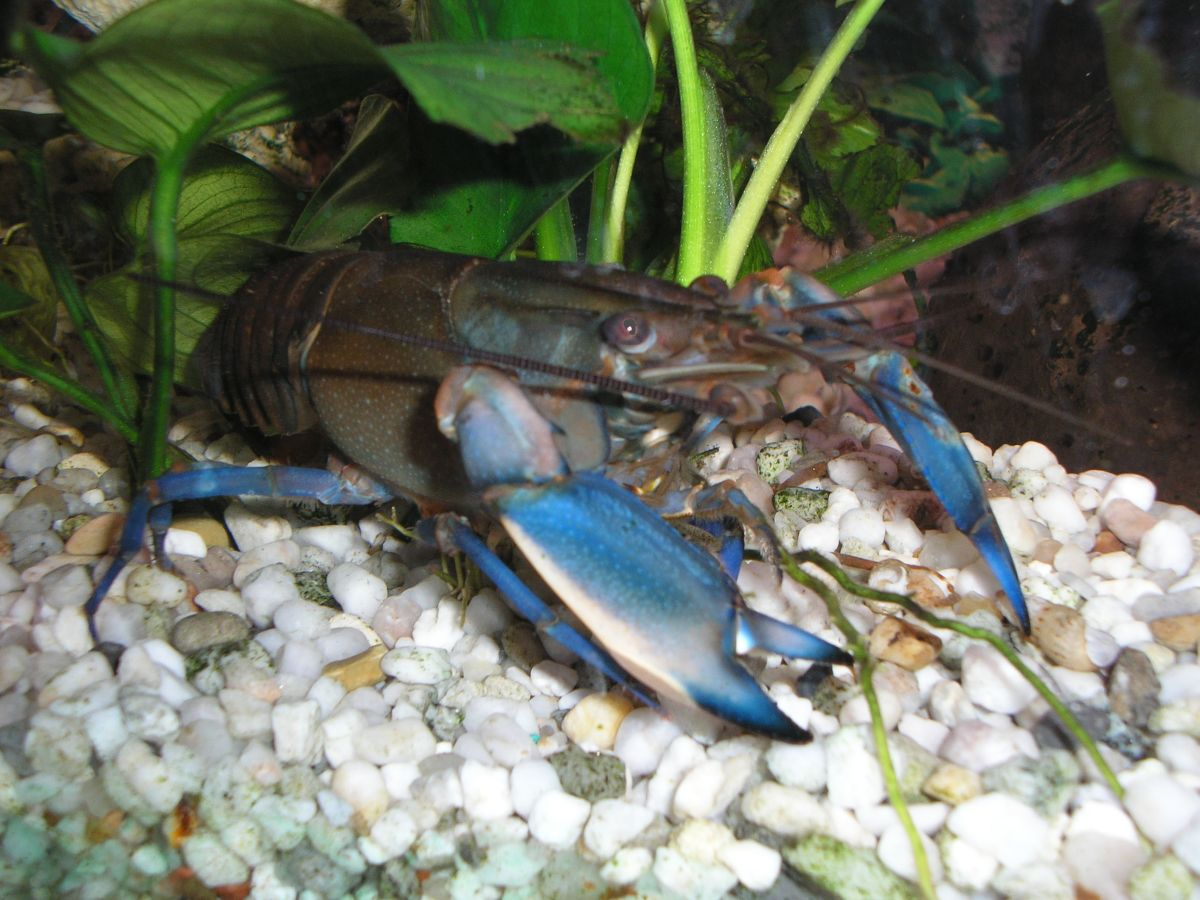
Cherax, sp., Parastacidae.

Hay tres familias de cangrejos de río, dos en el hemisferio norte y uno en el sur. La familia de los parastácidos (Parastacidae), propia del sur, vive en Sudamérica, Madagascar y Australasia, y se distingue por la ausencia del primer par de pleópodos. De las otras dos familias, los astácidos (Astacidae) viven en el oeste de Eurasia y en el oeste de Norteamérica, y los cambáridos (Cambaridae) viven en el este de Asia y en el este de Norteamérica.
Australasia cuenta más de 100 especies en una docena de géneros. Muchos de los cangrejos de río australianos más conocidos pertenecen al género Cherax, que incluye a la langosta azul australiana (Cherax tenuimanus), al cangrejo de pinzas rojas (Cherax quadricarinatus), al yabbie (Cherax destructor) y al yabbie occidental (Cherax preissii). El cangrejo de agua dulce más grande del mundo, el Astacopsis gouldi, que puede alcanzar un peso de hasta 5 kg, se encuentra en los ríos del norte de Tasmania.
Madagascar tiene un género endémico, Astacoides, conteniendo siete especies.
Europa es el hábitat de siete especies de cangrejo de río de los géneros Astacus y Austropotamobius.
El Cambaroides es nativo de Japón y el este del continente asiático.
La mayor diversidad de especies de cangrejo de río se encuentra en el sureste de Norteamérica, con unas 300 especies en nueve géneros, todos de la familia Cambaridae. Un género adicional de astácido se encuentra en el Pacífico Noroccidental y en las fuentes de algunos ríos al este de la divisoria continental. Muchos cangrejos de río también se encuentran en zonas bajas donde el agua es rica en calcio y oxígeno procedente de manantiales subterráneos.
El cangrejo de río fue introducido intencionadamente en unos pocos embalses y otros cuerpos de agua de Arizona hace unas pocas décadas, principalmente como cebo para la pesca deportiva, y desde entonces se han extendido allende estos lugares originales.

## Registro fósil
Los registros fósiles de cangrejos de ríos de más de 30 millones de años son raros, pero se han encontrado madrigueras fosilizadas en estratos tan antiguos como el Paleozoico superior o Mesozoico inferior. Los registros de los Parastacidae están en Australia y tienen 115 millones de años.

## Afanomicosis

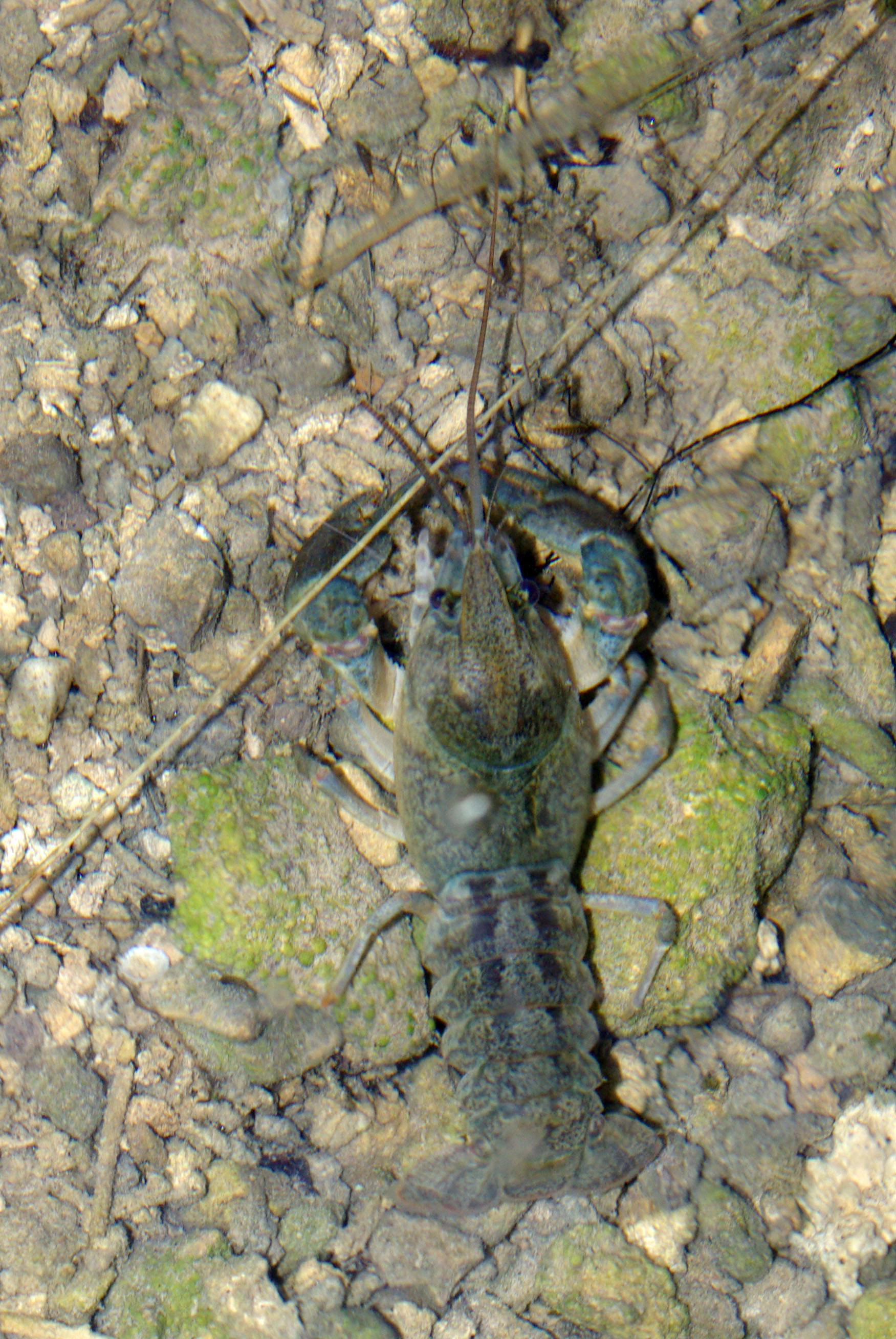
Cangrejo de río ibérico.

Los cangrejos de río europeos, como Austropotamobius pallipes o Astacus astacus, antes muy abundantes, están amenazados de extinción desde los años 1970 por una micosis, denominada afanomicosis, causada por un organismo Oomycota, Aphanomyces astaci.
Su nicho ecológico lo invaden especies de cangrejo de río americanos, sobre todo el cangrejo rojo (Procambarus clarkii) y el cangrejo señal (Pacifastacus leniusculus), que actúan como vectores epidemiológicos de la enfermedad.
En la actualidad el cangrejo de río ibérico se encuentra en pequeños tramos de la parte alta de los ríos de Castilla y León, La Rioja, País Vasco y algunos reductos de población muy exiguos en Cataluña, en las cabeceras de ciertas rieras prepirenaicas y en las cuencas de los ríos del bajo Aragón. Además aparece únicamente en zonas de aguas calcáreas, lo cual lo relega a la zona centroseptentrional de España. Está prohibido pescar y comercializar el cangrejo de río ibérico.

## Usos

### Cebo
Los cangrejos de ríos suelen venderse y usarse como cebo, vivos y enteros o bien sólo la carne de la cola, resultando buenos para atraer peces gato americanos, lubinas negras, lucios europeos y muskies. Sin embargo, a veces hay que quitar a los cangrejos vivos las pinzas para evitar que impidan al pescado morder el anzuelo. El cangrejo también puede desprenderse fácilmente de este, por lo que debe lanzarse con cuidado.
El resultado de usar cangrejos de río como cebo ha provocado diversos problemas ecológicos. Según un informe elaborado por la Universidad Estatal de Illinois, en las cuencas de los ríos Fox y Des Plaines «el cangrejo oxidado (usado como cebo) ha sido arrojado al agua y los ejemplares que sobreviven desplazan al cangrejo autóctono». Esta situación se ha repetido en otros lugares.
Como también se sabe que el mejillón cebra se pega a los cangrejos usados como cebo, así ha logrado extenderse a otras aguas.

### Gastronomía
El cangrejo de río se come en todo el mundo. Como otros crustáceos comestibles, solo se aprovecha una pequeña parte de su cuerpo. En los platos más elaborados, como sopas, bisques y étouffées solo se usa la cola. En otras recetas se cocinan y sirven enteros, pero solo se comen partes. Las pinzas de los ejemplares mayores se abren a menudo para acceder a la carne de su interior. También es frecuente chupar sus cabezas, ya que los condimentos y el sabor se concentran en la grasa de su interior.
Un mito frecuente es que los cangrejos con la cola recta murieron antes de cocerlos y no es seguro comerlos. En realidad, los cangrejos muertos antes de la cocción pueden tener las colas rectas o curvas, al igual que los que estaban vivos, y bien pueden comerse sin problemas. Los cangrejos que murieron antes de la cocción pueden comerse con seguridad si se mantuvieron refrigerados y no llevaban muertos demasiado tiempo. Un indicador de la comestibilidad de un cangrejo mejor que la cola recta es la propia carne de la cola: si está blanda suele ser un indicio de que debe evitarse.

#### China
La popularidad culinaria del cangrejo de río explotó en la China continental a finales de los años 1990. Suele servirse con salsa mala (una mezcla de pimienta de Sichuan y guindilla) o bien solos cocidos enteros, para comerse con la salsa que se prefiera. En Pekín, el cangrejo condimentado con mala (麻辣小龙虾) se abrevia como ma xiao (麻小) y a menudo se toma con cerveza en verano.

#### Escandinavia
El cangrejo de río es una comida popular en Suecia y Finlandia, siendo tradicional consumirlo durante la temporada de pesca en agosto. La cocción suele condimentarse con sal, azúcar, ale y grandes cantidades de flores de eneldo. Habitualmente se comen fríos. La captura del cangrejo de agua dulce, Astacus astacus, e incluso de una especie procedente de América, Pacifastacus leniusculus, es muy limitada, por lo que para satisfacer la demanda se importa la mayoría de la cantidad consumida. Las ventas dependieron de las importaciones procedentes de Turquía durante muchas décadas, pero tras un rápido declive en el suministro, China y los Estados Unidos son actualmente los principales países de origen.

#### España
En España el cangrejo de río se consume ampliamente, sobre todo en Castilla y Aragón. Pero enfermedades, la sobrepesca, la introducción de especies exóticas y la contaminación medioambiental en ciertas zonas llevaron a un importante declive de la población del cangrejo de río autóctono. Actualmente, al ser una especie protegida, no se puede consumir, por lo que ha sido sustituido en la pesca y la cocina española por las especies de aguas calientes más resistentes y abundantes, como el cangrejo rojo de río, del cual España es el tercer productor a nivel mundial. Los cangrejos de río tienen un excelente sabor y al hervirlos pasan de un color marrón al rojizo, resultando muy atractivo en la mesa. Se suele hacer en sopas, guisados, etcétera.

#### Estados Unidos

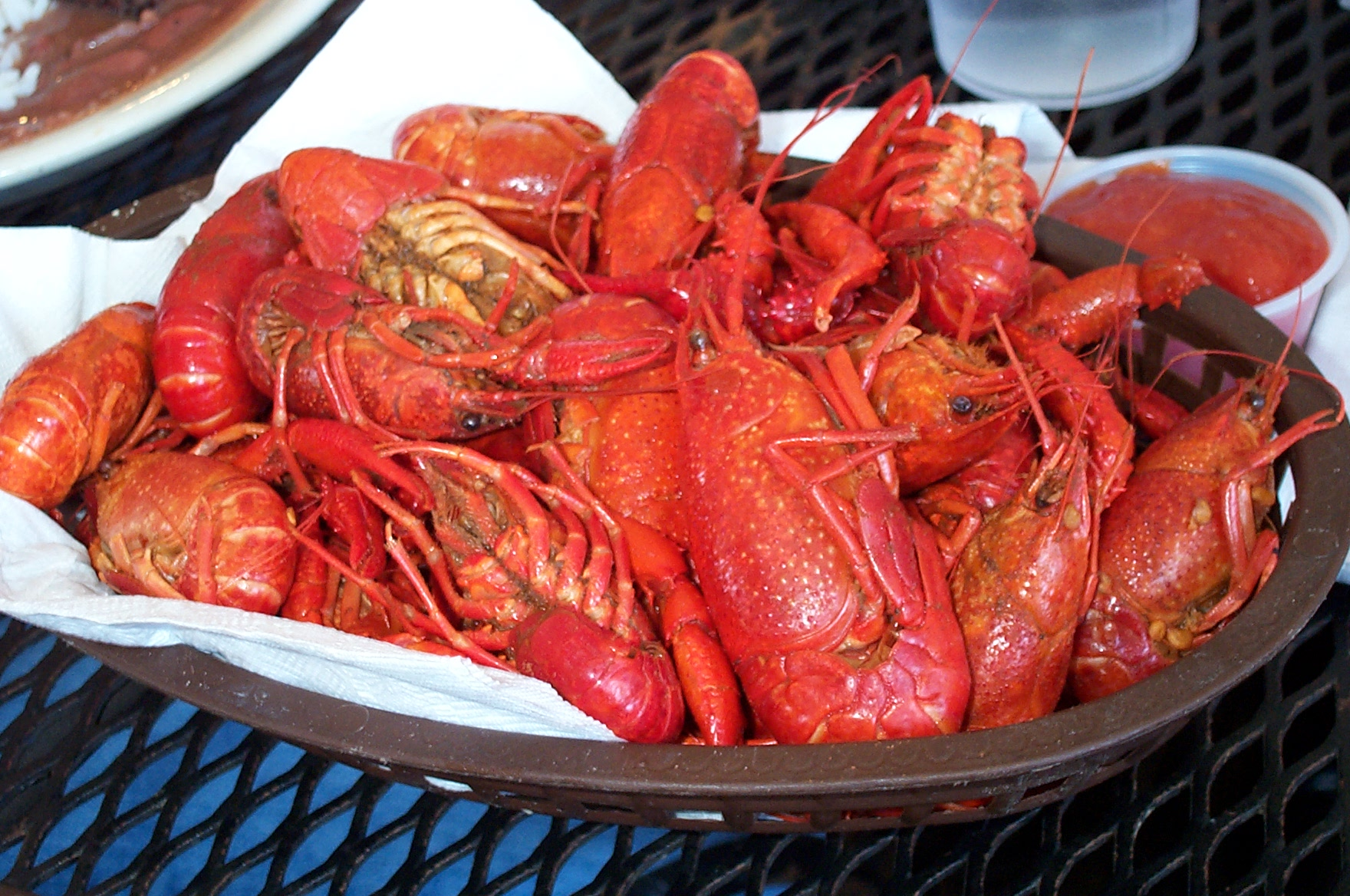
Cangrejos cocidos, en Luisiana.

Luisiana, donde el cangrejo de río se llama crawfish (y no crayfish, como en el Reino Unido), produce el 98% del cangrejo de río comercializado en todos los Estados Unidos. En 1987 Luisiana producía el 90% del cangrejo de río del mundo y el 70% se consumía localmente. Entre el 70 y el 80% del cangrejo de río producido en Luisiana es Procambarus clarkii (cangrejo rojo de pantano), siendo el 20 a 30% restante Procambarus zonangulus (cangrejo blanco de río).
El cangrejo de Luisiana suele cocerse vivo en grandes ollas con grandes cantidades de condimentos (sal, cayena, limón, ajo, hoja de laurel, etc.) y otros ingredientes como patatas, mazorcas de maíz, cebollas, ajo, setas o salchichas. Se emplean muchos métodos diferentes para condimentar los cangrejos al cocerlos, existiendo igual número de opiniones acerca de cuál es el correcto. Suelen servirse en reuniones conocidas como crawfish boils. Otros platos populares en la cocina cajún y criolla de Luisiana son el étouffée de cangrejo, el pastel de cangrejo, la salsa de cangrejo, el pan de cangrejo y los buñuelos de cangrejo.

#### Francia
En Francia los platos con una base o guarnición de cangrejo de río (en francés écrevisse) reciben con frecuencia el sufijo à la Nantua.

#### México
El cangrejo de río mexicano se llama localmente acocil y fue una fuente nutricional muy importante en la antigua cultura azteca. Actualmente este tipo de cangrejo se consume (principalmente cocido) y se prepara con salsas o condimentos típicamente mexicanos en el centro y sur del país. Otro tipo de cangrejo de río es la acamaya. En el sur de México, especialmente en Chiapas, se consume más la pigüa, la cual puede ser considerada una prima del cangrejo.

#### Nigeria
En Nigeria el cangrejo de río está en el centro de la cocina tradicional. Suele ahumarse y ocasionalmente se seca al sol y constituye un alimento indispensable en la dieta de los habitantes de los estados del sur del país.

### Mascotas

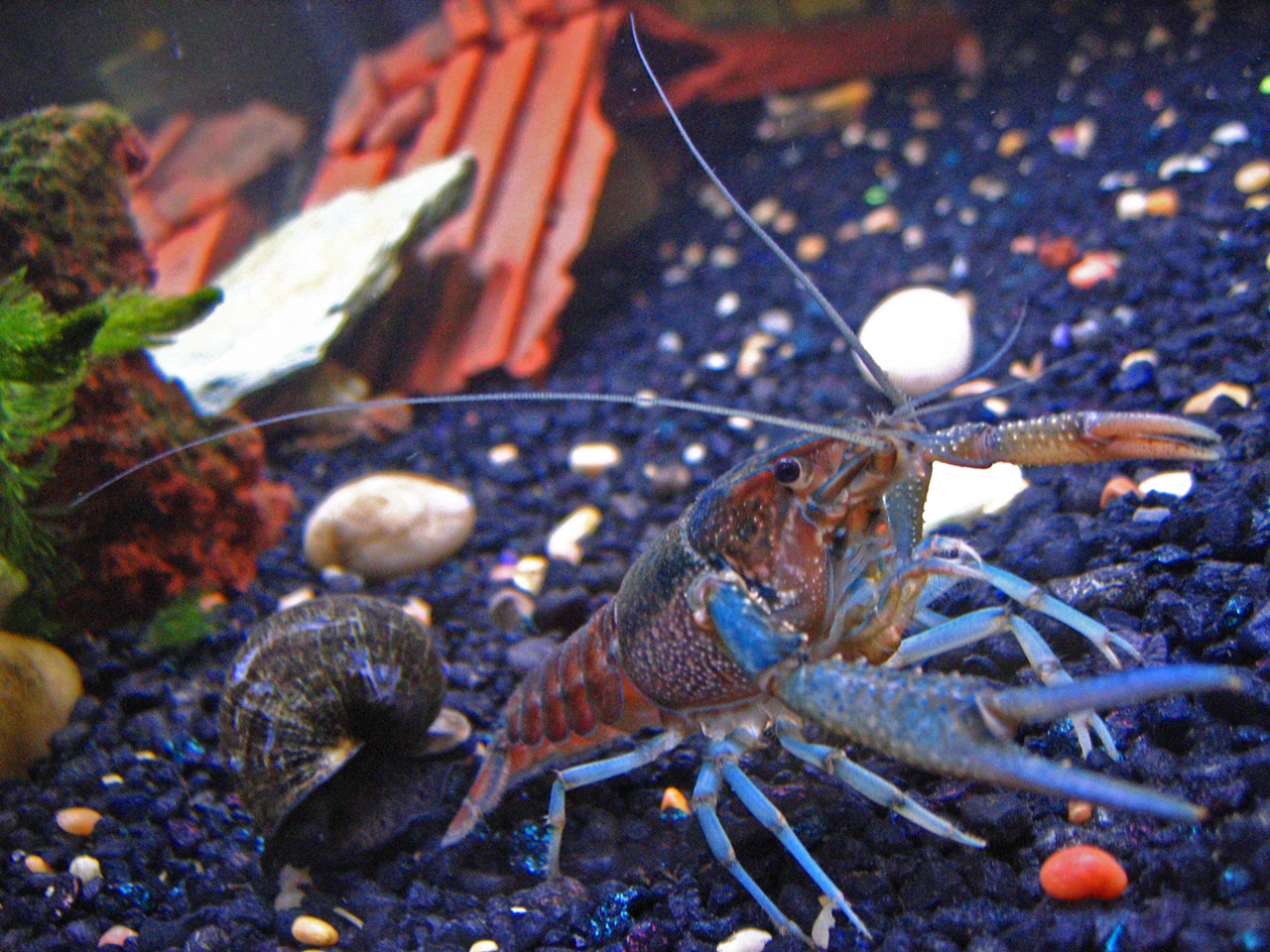
Procambarus clarkii en un acuario de agua dulce.

Los cangrejos de río pueden tenerse como mascota en acuarios de agua dulce. Prefieren alimentos como las bolitas de gamba o verdura, pero también aceptan comida de peces tropicales, comida de peces normal, algas en escamas e incluso pececillos que puedan capturar con sus pinzas, como carpas doradas. Su disposición a comer casi de todo también les hace consumir la mayoría de las plantas de acuario, aunque son bastante tímidos e intentan esconderse bajo hojas y rocas.
Cuando se tiene un cangrejo de río como mascota, se sugiere que se les provea de un lugar para esconderse. De noche, algunos peces bajan su actividad y reposan en el fondo, donde un cangrejo de río puede intentar cazarlos con sus pinzas. También es un buen carroñero que consume los restos de los peces, y a veces también la cáscara vieja tras mudarla.
Como los cangrejos de río están acostumbrados a las charcas y ríos, tienen una tendencia a remover la grava por el fondo del acuario, creando montículos o zanjas para emular una madriguera. También intentan a menudo salir trepando del acuario, especialmente si existe una abertura en la tapa por la que entran.
Sin embargo, la mayoría de las especies de cangrejo de río enano, como el Cambarellus patzcuarensis, no cavan destructivamente ni comen plantas de acuario vivas. También son relativamente poco agresivos e incluso pueden convivir con la gamba cereza. Debido a su pequeño tamaño (3,5 cm o menos), algunos peces como la locha pueden ser una amenaza para estos cangrejos.